# نظریه کرنش محدود

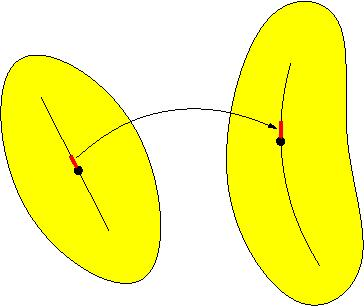
یک بدن (چپ) و موقعیت جابجا شده و تغییر شکل آن (راست). در طول تغییر شکل، خطوط مواد (سیاه) جابجا، خم شده و کشیده می‌شوند

نظریه کرنش محدود (به انگلیسی: Finite strain theory) که به آن نظریه کرنش بزرگ یا نظریه تغییر شکل بزرگ نیز گفته می‌شود، در مکانیک محیط‌های پیوسته، به تغییر شکل‌هایی می‌پردازد که در آن کرنش‌ها و یا چرخش‌ها به اندازه کافی بزرگ هستند تا مفروضات ذاتی نظریه کرنش بی‌نهایت را باطل کنند. در این حالت، تنظیمات تغییر شکل یافته و تغییر شکل یافته پیوسته به‌طور قابل توجهی متفاوت است و به یک تمایز واضح بین آنها نیاز دارد. این امر معمولاً در مورد الاستومرها، مواد تغییر شکل دهنده پلاستیک و سایر مایعات و بافت نرم بیولوژیکی وجود دارد.

## جابه‌جایی
جابجایی جسمی دارای دو جز است: جابجایی جسم صلب و تغییر شکل.
در جابه جایی جسم صلب انتقال و تغییر شکل جسم به صورت همزمان و بدون ایجاد تغییری در اندازه و شکل آن رخ می‌دهد. تغییر شکل به صورت تغییر شکل یا اندازه جسم از پیکربندی اولیه یا تغییر شکل داده نشده به یک پیکربندی فعلی یا تغییر شکل داده شده تغییر در پیکربندی بدنه پیوسته را می‌توان با یک قسمت جابجایی توصیف کرد. یک قسمت جابجایی یک قسمت برداری از تمام بردارهای جابجایی برای تمام ذرات در بدن است، که پیکربندی تغییر شکل یافته را با پیکربندی تغییر شکل داده شده مرتبط می‌کند. فاصله بین هر دو ذره تغییر می‌کند، فقط و فقط در صورت تغییر شکل. اگر جابجایی بدون تغییر شکل رخ دهد، آن یک جابجایی بدنه سخت است.

## مختصات مواد (توصیف لاگرانژی)
جابجایی ذرات نمایه شده توسط متغیر i ممکن است به صورت زیر بیان شود. بردار به موقعیت‌های یک ذره در پیکربندی تغییر شکل داده نشده، Pi و تغییر شکل پیکربندی pi بردار جابجایی نامیده می‌شود. با استفاده از X به جای Pi و x به جای pi هر دو بردار از مبدأ سیستم مختصات به هر نقطه مربوطه هستند، ما توضیحات لاگرانژی بردار جابجایی را داریم:
که ei بردارهای واحد عادی هستند، که اساس سیستم مختصات فضایی (قاب آزمایشگاهی) را تعریف می‌کنند.

## مختصات مکانی (توصیف اولری)
مرسوم‌ترین توصیف به منظور مدل‌سازی سیال، «بیان اویلری» (Eulerian Description) است. در این روش حجم محدودی تحت عنوان «محدوده سیال» (Flow Domain) یا «حجم کنترل» (Control Volume) که سیال در آن جریان دارد، مورد مطالعه قرار می‌گیرد. همچنین به‌جای دنبال کردن ذرات سیال، متغیرهایی میدانی تعریف می‌شوند و این متغیرها در محدوده سیال مورد بررسی قرار می‌گیرند.